# Baby
Baby és un municipi francès al departament de Sena i Marne (regió de l'Illa de França). L'any 2007 tenia 69 habitants. Forma part del cantó de Provins, del districte de Provins i de la comunitat de comunes Bassée-Montois.

## Demografia

### Població
El 2007 la població de fet de Baby era de 69 persones. Hi havia 28 famílies, de les quals 8 eren unipersonals (8 dones vivint soles i 8 dones vivint soles), 12 parelles sense fills i 8 parelles amb fills.
La població ha evolucionat segons el següent gràfic:

### Habitatges
El 2007 hi havia 43 habitatges, 31 eren l'habitatge principal de la família, 8 eren segones residències i 3 estaven desocupats. Tots els 43 habitatges eren cases. Dels 31 habitatges principals, 30 estaven ocupats pels seus propietaris i 1 estava llogat i ocupat pels llogaters; 4 tenien tres cambres, 11 en tenien quatre i 16 en tenien cinc o més. 24 habitatges disposaven pel capbaix d'una plaça de pàrquing. A 20 habitatges hi havia un automòbil i a 10 n'hi havia dos o més.

### Piràmide de població
La piràmide de població per edats i sexe el 2009 era:
| Homes | Edats   | Dones |
| ----- | ------- | ----- |
| 0     | 95 o +  | 0     |
| 0     | 90 a 94 | 0     |
| 0     | 85 a 89 | 4     |
| 4     | 80 a 84 | 0     |
| 0     | 75 a 79 | 4     |
| 0     | 70 a 74 | 0     |
| 0     | 65 a 69 | 0     |
| 0     | 60 a 64 | 0     |
| 4     | 55 a 59 | 0     |
| 0     | 50 a 54 | 8     |
| 8     | 45 a 49 | 0     |
| 0     | 40 a 44 | 8     |
| 0     | 35 a 39 | 0     |
| 4     | 30 a 34 | 4     |
| 0     | 25 a 29 | 0     |
| 4     | 20 a 24 | 0     |
| 4     | 15 a 19 | 4     |
| 8     | 10 a 14 | 4     |
| 0     | 5 a 9   | 4     |
| 0     | 0 a 4   | 4     |

## Economia
El 2007 la població en edat de treballar era de 53 persones, 33 eren actives i 20 eren inactives. De les 33 persones actives 32 estaven ocupades (21 homes i 11 dones) i 1 aturada (1 dona i 1 dona). De les 20 persones inactives 6 estaven jubilades, 3 estaven estudiant i 11 estaven classificades com a «altres inactius».

### Activitats econòmiques
Dels 4 establiments que hi havia el 2007, 1 era d'una empresa de fabricació d'altres productes industrials, 1 d'una empresa de construcció, 1 d'una empresa d'hostatgeria i restauració i 1 d'una empresa immobiliària.
L'únic servei als particulars que hi havia el 2009 era una empresa de construcció.
L'any 2000 a Baby hi havia 4 explotacions agrícoles.

## Poblacions properes
El següent diagrama mostra les poblacions més properes.